# Tanacetum partmiciflorum
Tanacetum partmiciflorum là một loài thực vật có hoa trong họ Cúc. Loài này được (Webb) Sch.Bip. miêu tả khoa học đầu tiên.